# Хендерсон, Брюс
Брюс Ду́лин Хе́ндерсон (англ. Bruce Doolin Henderson; 30 апреля 1915, Нашвилл, Теннесси, США — 20 июля 1992, там же) — американский предприниматель, основатель Бостонской консалтинговой группы. Хендерсон основал компанию в Бостоне, штат Массачусетс в 1963 году. Он также является автором Матрицы БКГ.

## Биография
Изначально компания называлась The Management and Consulting Division of the Boston Safe Deposit and Trust Company, то, что потом стало Бостонской консалтинговой группой было самостоятельным филиалом Бостонской компании.
Брюс, как и его отец, начинал работать продавцом Библии в издательстве Southwestern Publishing (которое принадлежала его отцу в течение 50 лет).
Хендерсон отучился в университете Виргинии, а затем получил степень бакалавра в области машиностроения в Университете Вандербильта, позже учился в Гарвардской школе бизнеса.
Он покинул Гарвардскую школу бизнеса за девяносто дней до выпуска и устроился на работу в корпорацию «Вестингауз Электрик», в которой он стал одним из самых молодых вице-президентов в истории компании.
Журнал «Тайм» назвал его одним из 10 лучших лиц страны моложе 30 лет.
Он покинул «Вестингауз» и Артура Д. Литла — управляющего подразделения услуг, он стал CEO The Management and Consulting Division of the Boston Safe Deposit and Trust Company, и открыл консалтинговое подразделение банка.
Сумма выручки за первый месяц BCG составила всего 500 долларов США.
Несмотря на это, Хендерсон нанял в качестве второго консультанта Артура П. Контаса в декабре 1963 года.
В интервью журналу The Economist Хендерсон заявил, что сделал больший вклад, чтобы изменить бизнес Соединённых Штатов, чем любой другой человек в американской истории.
Всемирно известны такие его работы, как Матрица БКГ (с «коровами» и «собаками») и Кривая обучаемости.
Книги этого автора были изданы на 27 языках.
По выходе на пенсию Хендерсон жил в Нашвилле и преподавал в школе управления Оуэна Университета Вандербильта.
Он был отмечен званием «Выдающегося технического выпускника» — редко присуждаемое Университетом Вандербильта.